# VY Carinae
VY Carinae (VY Car / HD 93203 / HIP 52538) es una estrella variable en la constelación de Carina. 
VY Carinae es una cefeida clásica; estas variables son estrellas pulsantes cuyas variaciones son extremadamente regulares.
En el caso de VY Carinae, su brillo oscila entre magnitud aparente +6,87 y +8,05 en un período de 18,990 días. De tipo espectral variable entre F6 y G4, su temperatura efectiva es de aproximadamente 5140 K, si bien otra fuente señala una temperatura superior de 6127 ± 147 K.
Su radio, según la fuente consultada, está comprendido entre 82 y 109 veces el radio solar y tiene una masa 7,3 veces mayor que la del Sol.
Presenta un contenido metálico comparable al solar, siendo su índice de metalicidad [Fe/H] = +0,03.
Elementos como silicio y calcio siguen esta misma pauta mientras que sodio y magnesio son algo menos abundantes que en el Sol.
Su distancia respecto al sistema solar, basada en la relación entre las variaciones de color y del diámetro angular, es de aproximadamente 4740 años luz.